# Amélie Carrouër
Amélie Carrouër, née le 18 septembre 1984, est une journaliste et présentatrice de télévision française.
Elle travaille sur la chaîne privée d'information en continu LCI.

## Biographie

### Enfance et formation
Née en 1984 aux Lilas en Seine-Saint-Denis, Amélie Carrouër a grandi dans le Val-de-Marne[réf. nécessaire].
Diplômée à la Sorbonne d'un Master de lettres modernes spécialisées en information et communication, option journalisme, elle est également diplômée de l'École supérieure de journalisme de Paris. 

### Carrière
En 2009, elle commence sa carrière de journaliste sur la chaîne iTélé du groupe Canal+ en devenant l'assistante principale d'Audrey Pulvar qui anime la tranche du 18-20 h.
En 2017, elle rejoint LCI du groupe TF1 en intégrant le service politique de la chaîne lors de la campagne de l'élection présidentielle,. Après deux années, en tant que présentatrice remplaçante, elle présente, à partir d'août 2019, sur LCI des tranches en soirée le week-end (Le Tour de l'info, En toute franchise),. 
En août 2023, elle présente aux côtés de Julien Arnaud, l'émission de décryptage de l'actualité internationale, Un oeil sur le monde du lundi au jeudi, de 20h à 22h. Elle reprend dès le 26 août 2024 Le Temps de l'Info (9-12h du lundi au vendredi) à la place d'Élizabeth Martichoux. L'émission s'intitule On ne plaisante pas avec l'info, à partir du 6 juin 2025.
Les 19 et 20 juillet 2025, elle remplace exceptionnellement Audrey Crespo-Mara (joker d'Anne-Claire Coudray), à la présentation des journaux de 13h et de 20h sur TF1.
À la rentrée 2025, elle récupère la présentation de la tranche 17h/18h, sur LCI, en replacement d'Émilie Broussouloux

### Vie privée
En mars 2020, Amélie Carrouër épouse Fabrice Angotti, directeur de la rédaction de RMC, devenu notamment le directeur adjoint de la rédaction de TF1 en septembre 2024. Le couple a un enfant.